# مسعودة الوزكيتية
مسعودة بنت أحمد بن عبد الله الوزكيتي هي بنت الشيخ أحمد بن عبد الله الوزكيتي الورزازي أمير قصبة تاوريرت الذي كانت له الريادة في دعم نشأة الدولة السعدية بسوس ودرعة.
تعدّدت أسماء الأميرة مسعودة، فالبعض يفضل تسميتها «الأميرة العالمة»، والبعض اختار لها اسم «السيدة الحرة الصالحة»، وأهل الجنوب يطلقون عليها لقب «مسعودة الوزكيتية» و فئة من المؤرخين تلقبها ب«عنقاء الصحراء». وتعرف أيضا باسم الأميرة المحسنة للاعودة أو لالة عودة السعدية

## حياتها
تزوجت من محمد الشيخ المهدي، زعيم الدولة السعدية سنة 1548 م وولدت أبا العباس أحمد الذي سيلقب بالمنصور الذهبي.  بعد مقتل زوجها والاضطهاد الذي كان ينتظر بقية الأمراء على يد أخيهم الحاكم الجديد عبد الله الغالب، اضطرت لإبعاد ولدها أحمد إلى المنفى في حماية أخيه عبد الملك، ولم تلتق به إلا بعد عودتها الظافرة سنة 1574 م.
·      أصبحت أم السلطان إثر معركة وادي المخازن سنة 1578 م حيث أضحت ذات نفوذ على ولدها باستشاراتها وتوجيهاتها
·      الشيخ أبا العباس أحمد السلاوي  في الاستقصا  يسرد تفاصيل اسم ونسب المؤسسة : وهي الحرة مسعودة أم المنصور بنت الشيخ الأجل أبي العباس أحمد بن عبد الله الوزكيتي الورززاتي الصالحة الحريصة على اقتناء المفاخر الراغبة في فعل الخير. كما كانت تعتني بالأيتام والأرامل وتساعد على تزويج النساء الفقيرات.
·      يرقد جثمان مسعودة في قبور السعديين في حي القصبة داخل أسوار مدينة مراكش القديمة، في ضريح سلطانيّ يضمّ مجموعة من رجال ونساء الدولة السعدية، من قبر محمد الشيخ، مؤسس الدولة، إلى بقية أفراد العائلة
·      على بوابة المسجد العظيم لباب دكالة في مراكش إشارة إلى دور هذه السيدة في إنشاء هذه المعلمة الدينية، ويعرض السلاوي قصة يتداولها العامة حول سبب بنائها المسجدَ المذكور، تقول إنها «دخلت يوما بستانا من بساتين قصورها وهي في حالة الوحم، فرأت فيه خوخا ورمانا فأكلت منها في نهار رمضان والناس صيام.. ثم ندمت وفعلت أفعالا كثيرة من باب البرّ، رجاء أن يتجاوز الله عنها، ومنها بناء الجامع المذكور»..
·       
·       توفيت الأميرة للا عودة رضي الله عنها سحر يوم الثلاثاء السابع والعشرين من المحرم فاتح سنة ألف هجرية.
·        ذكر ابن القاضي في المنتقى المقصور، نص التحبيس وهو مصدر بمدح أهل البيت والمنصور ووالدته بما نصه: الحرة الجليلة، الحبيبة، الولية العابدة، الصالحة الصوامة القوامة، المشفقة على العباد، المحافظة على الأدعية والأذكار والسعي في الخيرات وأعمال البر والإيثار للأولياء، الموفقة بفضل الله لأعمال الصالحين الأتقياء المتفضلة على نساء أهل زمانها، المتحدث بنباهة شأنها المعروفة بسداد النظر وإصابة الرأي والحائزة درجات السبق بالمبادرة والسعي في الخيرات وأعمال البر والإيثار وللأولياء الموفقة بفضل الله لأعمال الخير، وبلغ الله من كل خير أملها وقصدها، وألهمها التوفيق والهداية إلى سواء الطريق بعزيمة بلغ صدفها، ونية رضى عنها إذ كانت أدام الله حفظها أوفر الناس رغبة إلى التكثير من الخير والفحص على عمل البر والعثور على أسبابه، وأفعالها المستحسنة خرقت المعتاد خرقا وتجوب البلاد غربا وشرقا، وتلك هداية من الله تعالى.
استأخرت إلى زمانها وحسنات ادخرها بميزانها فحبست لوجه الله العظيم ورجا ثوابه الجسيم والنعيم المقيم جميع حانوت غير نصف الحانوت الواجب لها في نصفها من القيصرية المشتركة بينها وبين مساكين المارستان المخترعة لها وسط سوق الحضرة المراكشية دون القبلة المتصلة بقبلتها وجميع بين الرحا الجديدة المخترعة لها على وادي تسلطانت القريب من رحى أولاد الأمين محمد بن قاسم القصطالي، وأولاد التاجر عبد الله الشجاري المشتمل على أربع مدارات مع جميع المبنية له وجميع العين الكبرى التي تملكها من ورثة أحمد بن ربوح الكائنة بالمخالص خارج باب تاغزوت مع جميع أرضها وجناتها ومائها، ما عدا الخط لأولاد الولي الصالح سيدي أبي عمرو القسطالي فيها جميع منافع ذلك كله وحقوقه الداخلة عليه والخارجة عنه، وما عد منه وسب إليه جعلته حبسا مؤبدا ووقفا مخلدا يحاز بما تحاز به الأوقاف ويحرم بحرمتها إلى أن يرث الله الأرض ومن عليها، على جامعها الأعظم السعيد المخترع لها الجديد بين حومتي باب الرخا وباب دكالة من حضرتهم المراكشية الذي هو لكريم جنابها منسوب ولعظيم أجرها، مجلوب أجنت به ذلك المكان الميت وألهمها الله قوله: "وما رميت إذ رميت"، بالغت في بنائه وبلغت الغاية المحكمة في إنشائه، وأمدته بالماء لإسباغ الوضوء وإرواء الظمآن وتصير الأوقاف المذكورة بصرف خراجها ومستفادها في مصالح الجامع المذكور من مرتبة أئمته وفقهائه وحرابيه ومؤدنيه والقائمين بسائر وظائفه... ما له وإكمال بنائه بحالة ذلك، وأشهدت به على نفسها حبس وضعت به خاتمها المتضمن اسمها في أواسط شهر الله الحرام من عام 995.